# 北カフカース首長国

北カフカース首長国
Северо-Кавказский эмират

国の標語: なし国歌: なし

北コーカサス首長国（ロシア語：Северо-Кавказский эмират）は、ロシア内戦中に北コーカサス国家主義者に建国され1919年9月から1920年3月まで存在した短命な国家である。現在のダゲスタン共和国とクバン州のあたりに領土を持っていた。1918年に白軍が北カフカスに移動しはじめる。1919年に白軍が北コーカサス国家主義者を支援して建国する。その後、何度かボリシェヴィキと戦い1920年に赤軍により攻略され1919年末期には赤軍が事実上支配した。1921年1月には軍事的にも経済的にも維持が難しくなったため、山岳自治ソビエト社会主義共和国に併合される。